# Edor Hillebrecht
Edor Hillebrecht (geboren 1890; gestorben August 1964) war ein deutscher Versicherungsmakler und Kunstsammler. Sein Nachlass in Form von Schenkungen wie etwa Münzen, Autographen, Schriftstücken, Zeichnungen und anderer Dokumente aus der Frühen Neuzeit bis in die Moderne findet sich heute beispielsweise in Archiven wie dem Bundesarchiv-Militärarchiv, in anderen Teilen in Bibliotheken oder etwa als Münzsammlung im Museum August Kestner.

## Leben
Edor Hillebrecht wirkte unter anderem als Subdirektor der Victoria-Versicherung. Der sachkundige Sammler bewohnte zuletzt das Haus Bödekerstraße 29 und vermachte seine Sammlung von Münzen zu den Themengebieten Friedrich der Große und seine Zeit sowie Napoleon und seine Zeit an das Kestner-Museum in Hannover (heute: August Kestner-Museum).
Posthum, mutmaßlich Ende der 1960er Jahre, wurde aus dem Nachlass Hillebrechts eine Sammlung von Militaria, deren Provenienzen bisher nicht nachgewiesen wurden, vermutlich geschlossen beim deutschen Bundesarchiv, Abteilung Militärarchiv, abgegeben und dort als „Schenkung Hillebrecht“ in die Bestände aufgenommen.